# 儒勒·凡爾納 (餐廳)
48°31′N 2°10′E / 48.51°N 2.17°E
儒勒·凡爾納（法語：Le Jules Verne）是一家位於埃菲爾鐵塔的餐廳，目前經營權由上市餐飲集團索迪斯所有，當前的主廚為弗雷德里克·安東。

## 歷史沿革
這家餐廳最早的經營者為馬克西姆餐廳的路易斯·沃達布爾（法語：Louis Vaudable）所持有，之後歷經了數位主廚經營之後，2019年由索迪斯取得經營權，並委請建築師兼室內設計師艾琳·阿斯馬爾·達曼（法語：Aline Asmar d'Amman）重新翻修和裝潢，並請弗雷德里克·安東擔任主廚、班傑明·羅菲特（法語：Benjamin Roffet）擔任侍酒師。
2019年7月20日儒勒·凡爾納重新開業，開幕不到半年的時間，米其林指南在2020年1月27日，就給予一顆星評鑑的肯定。

### 元首國宴
2017年7月13日，法國總統賢伉儷：埃马纽埃尔·马克龙和碧姬·馬克宏，款待美國總統賢伉儷：唐納·川普和梅蘭妮亞·川普，在這裡共進晚餐。

### 歷任主廚
- 1983年-1992年：路易斯·格隆達（法語：Louis Grondard）[3]
- 1992年-2007年：阿蘭·雷克斯（法語：Alain Reix） [4]
- 2007年-2019年：九星名廚 艾倫·杜卡斯
- 2019年-迄今：弗雷德里克·安東

## 相關連結
- 儒勒·凡爾納官方網站 （页面存档备份，存于）
- 主廚弗雷德里克·安東介紹頁面 （页面存档备份，存于）